# Bürg (månekrater)
Bürg er et nedslagskrater på Månen. Det befinder sig på den nordøstlige del af Månens forside og er opkaldt efter den østrigske astronom Johann T. Bürg (1766 – 1835).
Navnet blev officielt tildelt af den Internationale Astronomiske Union (IAU) i 1935.
Observation af krateret rapporteredes første gang i 1645 af Michael Florent van Langren.

## Omgivelser
Bürgkrateret ligger i den lavaoversvømmede og ødelagte kraterformation Lacus Mortis. Mod syd og sydøst ligger kraterparret Plana-Mason. Mod vest og uden for randen af Lacus Mortis ligger det fremtrædende Eudoxuskrater.

## Karakteristika
Bürgs rand er næsten cirkulær med kun lidt nedslidning. Dets indre er skålformet, og der er et stort, centralt bjerg i dets midte. Ved toppen af dette bjerg har nogle observatører bemærket en lille, kraterlignende fordybning. Mod vest findes rillesystemet Rimae Bürg, som strækker sig over ca. 100 kilometer.

## Satellitkratere
De kratere, som kaldes satellitter, er små kratere beliggende i eller nær hovedkrateret. Deres dannelse er sædvanligvis sket uafhængigt af dette, men de får samme navn som hovedkrateret med tilføjelse af et stort bogstav. På kort over Månen er det en konvention at identificere dem ved at placere dette bogstav på den side af satellitkraterets midte, som ligger nærmest hovedkrateret. Bürgkrateret har følgende satellitkratere:
| Bürg | Længde  | Bredde  | Diameter |
| ---- | ------- | ------- | -------- |
| A    | 46,8° N | 33,1° Ø | 12 km    |
| B    | 42,6° N | 23,5° Ø | 6 km     |

## Måneatlas
- Billeder af Burgkrateret i LPI-måneatlasset